# Libertas (gudinde)
 For alternative betydninger, se Libertas. (Se også artikler, som begynder med Libertas)
Libertas var navnet på frihedens gudinde i romersk mytologi. Ruiner efter templer til hendes ære er fundet på to af Roms syv høje, Palatinerhøjen og Aventinerhøjen. Ordet libertas betyder frihed på latin.
Frihedsgudinden ved indsejlingen til Manhattan i New York i USA repræsenterer en moderne version af frihedens beskytterinde og personifikation Libertas. Skikkelsen fremstilles også som Marianne og Columbia, den kvindelige personifikation af henholdsvis Den franske republik og USA, ofte iført frygisk hue ("frihedshuen" fra den franske revolution).